# Aleix García (roddare)
Aleix García Pujolar, född 10 juni 2000 i Girona, är en spansk roddare.

## Karriär
Vid EM 2022 i München tog García silver i dubbelsculler tillsammans med Rodrigo Conde. Vid VM 2022 i Račice tog de också silver tillsammans i dubbelsculler. Vid EM 2024 i Szeged tog de återigen silver tillsammans i dubbelsculler.